# Hadromys
Hadromys ist eine Nagetiergattung aus der Gruppe der Altweltmäuse (Murinae). Die Gattung umfasst zwei Arten.

## Allgemeines
Diese Nagetiere erreichen eine Kopfrumpflänge von 10 bis 14 Zentimeter, eine Schwanzlänge von 11 bis 14 Zentimeter und ein Gewicht von 40 bis 80 Gramm. Ihr Fell ist an der Oberseite schwarzgrau gefärbt, der Bauch ist weißlich oder orangegelb. Ihr Körperbau ist relativ stämmig, die Zähne sind groß und kräftig.
Die Tiere leben im nordöstlichen Indien und in der chinesischen Provinz Yunnan. Soweit bekannt, bewohnen sie Wälder bis in 1300 Meter Seehöhe. Ihre Nahrung dürfte vorwiegend aus grünen Pflanzenteilen bestehen, ansonsten ist über ihre Lebensweise wenig bekannt.

## Systematik
Laut Wilson & Reeder (2005) nimmt die Gattung Hadromys innerhalb der Altweltmäuse eine isolierte Position ein und wird darum in einer eigenen Gattungsgruppe, der Hadromys-Gruppe eingeordnet. Ihre Verwandtschaftsverhältnisse mit anderen Altweltmäusen sind ungeklärt.
Es werden zwei Arten unterschieden:
- Die Manipur-Buschratte (Hadromys humei) ist nur von wenigen Stellen in den indischen Staaten Assam und Manipur bekannt. Die Art ist laut IUCN „stark gefährdet“ (endangered).
- Die Yunnan-Buschratte (Hadromys yunnanensis) aus Yunnan ist eine kaum bekannte Art, auch über den Gefährdungsgrad gibt es keine sicheren Angaben.